# فرخ اسماعیل‌اف
فرخ اسماعیل‌اف (ترکی آذربایجانی: Fərrux İsmayılov؛ زاده ۳۰ اوت ۱۹۷۸) بازیکن فوتبال بازنشسته اهل جمهوری آذربایجان است که در پست مهاجم بازی میکرد.
اسماعیل‌اف ۳۵ بازی برای تیم ملی فوتبال جمهوری آذربایجان از سال ۱۹۹۸ تا ۲۰۰۷ انجام داد.